# Johann Adolf Schlegel
Johann Adolf Schlegel, född den 17 september 1721 i Meissen, död den 16 september 1793 i Hannover, var en tysk diktare och luthersk präst. Han var bror till Johann Elias och Johann Heinrich Schlegel, och far till August Wilhelm och Friedrich Schlegel.
Efter sina studier i Leipzig blev han 1751 diakon och lärare i Pforta, 1754 pastor och professor i Zerbst och 1759 pastor, 1775 även konsistorialråd och superintendent i Hannover. 
Han var medarbetare i tidskriften Bremer Beiträge. Av hans dikter överlever endast några andliga sånger. Han publicerade även en förklaring till Charles Batteux "Einschränkung der schönen Künste auf Einen Grundsatz" (3:e upplagan, Leipzig 1770, 2 band).